# Хронология истории Португалии
В этой статье приводится хронология истории Португалии.

## События, предшествующие объявлению независимости Португалии
- I в. до н. э. — Лиссабон (Olissipo) — столица римской провинции Hispania Ulterior.
- 711, 15 марта — Вторжение мавров на Пиренейский полуостров; в последующие годы мавры борются за контроль над полуостровом с его прежними хозяевами — вестготами — и устанавливают господство над всем полуостровом, кроме самой северной его части — Астурии. Сопротивление мавританскому завоеванию (Реконкиста) начинается именно отсюда и приводит к образованию трёх королевств: Леона, Астурии и Галисии.
- 868 — образование графства Португалия. Первый граф — Вимара Переш.
- 1035 — Санчо III, король Наварры, Арагона и Кастилии умирает и распределяет свои земли между тремя сыновьями, Арагон и Кастилия становятся королевствами.
- 1037 — Фердинанд Кастильский, женившись, получает во владение королевство Леон.
- 1095 — Крестоносцы помогают королю Альфонсу VI Кастильскому одержать победу над маврами, и Генрих Бургундский женится на принцессе Терезе и становится Графом Португалии.
- 1109, 25 июля — Родился будущий король Афонсу Энрикеш.
- 1112 — Афонсу получает в наследство Графство Португалия
- 1123 — Афонсу побеждает свою мать Терезу в сражении и становится единоличным правителем.

## Первая династия: Бургундская (династия Афонсина)
- 1139, 26 июля — Независимость Португалии объявлена после битвы при Орики: граф Афонсу Энрикеш становится Афонсу I, королём Португалии.
- 1147 — Завоевание Лиссабона
- 1174 — Королевство Арагон признаёт независимость Португалии
- 1179 — Папа Александр III признаёт Афонсу I королём Португалии как независимого государства.
- 1185 — Саншу I становится королём.
- 1212 — Начало правления Афонсу II Португальского
- 1233 — Начало правления Саншу II
- 1246 — Папа Иннокентий IV объявляет Саншу еретиком и приказывает свергнуть его.
- 1247 — Начало правления Афонсу III; Саншу II изгнан в Толедо
- 1254 — Первое официальное собрание Кортесов, королевской генеральной ассамблеи
- 1272 — Афонсу III отвоевывает Фару у мавров, тем самым изгнав мусульман окончательно с территории Португалии.
- 1276 — Жуан XXI становится первым и единственным в истории папой римским-португальцем (умер в 1277)
- 1279 — Начало правления Диниша
- 1297 — Диниш подписывает соглашение с Фернандо IV Кастильским об определении границ между Португалией и современной Испанией; это соглашение действительно и по сегодняшний день.
- 1308 — Первое Португальское коммерческое соглашение подписано с Англией
- 1325 — Начало правления Афонсу IV Португальского
- 1355 — По королевскому приказу убита Инес де Кастро, начинается гражданская война между королём Афонсу IV и его наследником Педру.
- 1357 — Начало правления Педру I; эксгумация и коронация тела Инес де Кастро.
- 1367 — Начало правления Фернанду I
- 1383—1385 — Регентство Леонор Теллеш. Затем гражданская война и политическая анархия: Кризис 1383—1385

## Вторая династия: Ависская (династия Жуанина)
- 1385
  - Апрель — Жуан I Португальский провозглашен португальцами королём; кастильцы не принимают объявленного короля
  - 14 августа— Битва при Алжубарроте: Жуан I одерживает победу над кастильцами и сохраняет за собой корону.
- 1386 — Виндзорское соглашение, заключен союз между Англией и Португалией;
- 1394 — Родился Генрих Мореплаватель, сын Жуана I.
- 1415 — Жуан I завоевывает город Сеуту в северной Африке.
- 1419 — Острова Мадейра открыты Жуаном Гонсалвишем Зарку и Триштаном Ваш Тейшейра
- 1427 — Азорские острова открыты Дього Силвешем.
- 1433 — Дуарте I становится королём.
- 1434 — Жил Эанеш огибает мыс Бохадор. Начинается исследование африканского побережья.
- 1438 — Начало правления Афонсу V
- 1444—1445 — Диниш Диаш достигает реки Сенегал и Зелёного мыса.
- 1444/1460 — открытие островов Зелёного Мыса.
- 1481 — Жуан II вступает на престол.
- 1483 — Жуан II казнит Фернандо, третьего графа Браганса, и Дього, герцога Визеу, пресекая раскрытый заговор.
- 1484 — Диогу Кан открывает реку Конго.
- 1488 — Бартоломеу Диаш становится первым европейским капитаном, обогнувшим мыс Доброй Надежды и вышедшим в Индийский океан.
- 1494 — подписан Тордесильясский договор между Испанией и Португалией о разделе колонизируемого мира.
- 1495 — Начало правления Мануэля I
- 1498 — Васко да Гама достигает берегов Индии, обогнув Африку.
- 1500
  - День Пасхи — Педру Алвареш Кабрал открывает Бразилию.
  - Мануэл I издаёт указ об изгнании или обращении в католичество португальских иудеев.
- 1521 — Начало правления Жуана III.
- 1542 — Португальские мореплаватели становятся первыми европейцами, побывавшими в Японии.
- 1557 — Начало правления Себастьяна I Желанного.
- 1578
  - Португальские войска потерпели сокрушительное поражение в Африке, в битве при Алкасер-Кибире; король Себастьян I пропал без вести. В плен взят единственный законный претендент на престол — португалец, юный Теодозиу  II де Браганса.
  - Кардинал Энрике I Португальский вступает на трон.

## Третья династия: Габсбургов (Испанское владычество)
- 1580 — По кончине бездетного кардинала Филипп II Испанский становится Филипом I Португальским и страна теряет независимость от Испании, а вместе с ней — навсегда часть своих территорий.
- 1598 — Филипп III Испанский становится Филипом II Португальским
- 1621 — Филипп IV Испанский становится Филипом III Португальским

## Четвёртая династия: Браганса
- 1640, 1 декабря — Герцог Браганса становится королём Жуаном IV: конец Испанского владычества.
- 1656 — Афонсу VI вступает на трон.
- 1668 — Афонсу VI признается недееспособным и его брат Педру становится единоличным правителем (но не королём).
- 1683 — Педру II становится королём.
- 1703 — заключён Мэтьюэнский трактат, закрепивший экономическую зависимость Португалии от Англии.
- 1706 — Начало правления Жуана V Португальского.
- 1750 — Начало правления Жузе I.
- 1755, 1 ноября — Лиссабонское землетрясение разрушает город до основания, а гигантское цунами смывает в океан почти все, что от него осталось…
- 1759, 13 января — Все члены семьи Тавора казнены за государственную измену и подготовку покушения на короля по приказу Маркиза Помбала.
- 1777 — Начало правления Марии I; регентом является её дядя, Педру III.
- 1816 — начало правления Жуана VI.
- 1826 — Начало правления Педру IV Португальского.
- 1828 — Коронация Мигела I Португальского, соперника Педру IV: гражданская война.
- 1834
  - 24 июля, Герцог Терсейра одерживает победу в Битве при Лиссабоне — окончание гражданской войны: Мигел I изгнан в Германию.
  - Мария II Португальская становится королевой, супруг королевы — Фердинанд Сакс-Кобург-Гота (Фернанду II).
- 1853 — Начало правления Педру V Португальского.
- 1861 — Начало правления Луиша I Португальского.
- 1889 — Начало правления Карлуша I Португальского.
- 1908
  - 1 февраля, Король Карлуш и его сын Луиш Филипе убиты в Лиссабоне республиканцами.
  - Мануэл II Португальский становится королём.

## Первая республика
- 1910, 5 октября — Народная революция положила конец португальской монархии: Португалия становится республикой; король Мануэл II изгнан в Англию
- 1917
  - Португалия присоединяется к силам союза в Первой мировой войне
  - 5 декабря — Путч майора Сидинио Паеса, в результате которого он приходит к власти.
- 1918
  - 28 апреля — Паес избирается президентом Республики.
  - 14 декабря — Убийство Паеса.

## Вторая республика, «Новое государство»
- 1926 — Переворот: лидеры фашистов занимают ключевые посты в правительстве. Диктатура Салазара.
  - 28 мая — Военный путч генерала Гомиш ду Кошта. Роспуск парламента и отмена конституции.
  - 17 июня — Ду Кошта вынуждает премьер-министра Кабесадеса уйти в отставку и формирует новый кабинет.
  - 9 июля — Генерал Кармона, бывший министр иностранных дел, приказывает арестовать ду Кошта и сам формирует новое правительство.
- 1927, 3-9 февраля — Подавление выступления военных в Лиссабоне и Порту, которые пытались восстановить конституцию.
- 1928
  - 25 марта — Генерал Кармона избирается президентом Республики.
  - 17 апреля — Антонио ди Оливейра Салазар становится министром финансов в новом правительстве.
- 1934, 16 декабря — На выборах в национальное собрание правительство проводит 90 кандидатов.
- 1935, 16 февраля — Кармона переизбирается президентом Республики на следующие семь лет.
- 1936, 9 сентября — Попытка восстания в португальском военно-морском флоте терпит неудачу.
- 1938, 11 мая — Португалия признаёт режим генерала Франко в Испании.
- 1939, 17 марта — Пакт о дружбе и ненападении с Испанией.
- 1941, 12 июня — Правительство Салазара объявляет о своём стремлении соблюдать «нейтралитет».
- 1942
  - 8 февраля — Генерал Кармона вновь избирается президентом Республики.
  - 25 июня — Салазар подчеркивает нейтралитет Португалии в отношении Англии и одновременно выступает против создания антигитлеровской коалиции.
  - 18-20 декабря — Визит в Лиссабон испанского министра иностранных дел графа Хордана. Создание «Иберийского блока».
- 1943, 12 октября — Опубликование англо-португальского соглашения об использовании военных баз на Азорских островах.
- 1947, 8 октября — Безуспешный путч монархически настроенных военных против режима Салазара.
- 1948, 20 сентября — Продление договора 1939 года о дружбе и ненападении с Испанией сроком на десять лет.
- 1949
  - 13 февраля — Впервые за время правления Салазара допускается на президентских выборах выдвижение ещё одного кандидата, который однако за день до выборов отказывается баллотироваться. Президентом Республики в четвёртый раз подряд избран Кармона.
  - 4 апреля — Вступление Португалии в НАТО.
- 1951
  - 8 января — Заключение с США договора о дружбе и взаимопомощи.
  - 18 апреля — Смерть президента Кармоны.
  - 22 июля — Президентские выборы. Избрание на этот пост генерала Франсишку Лопеша Кравейру, также являющегося ставленником Салазара.
  - 6 сентября — Соглашение с США о передаче им в аренду военных баз на Азорских островах.
- 1955, 15 декабря — Принятие Португалии в ООН.
- 1961
  - 4 февраля — 15 марта — В северной Анголе начинается Португальская колониальная война.
  - 18-20 декабря — Воссоединение с Индийской Республикой Гоа, Диу и Дамана, бывших португальских колоний.
- 1962 — Начинаются боевые действия в Гвинее-Бисау.
  - 1 января — Безуспешная попытка республиканцев поднять восстание.
- 1964, 25 сентября — Начинаются боевые действия в Мозамбике.

## Третья республика
- 1974, 25 апреля — Революция Красных гвоздик положила конец фашистскому режиму, Марселу Каэтану изгнан в Бразилию.
- 1975
  - Все португальские колонии в Африке и Восточный Тимор обретают независимость.
  - 11 марта — коммунистический переворот: крупнейшие предприятия промышленности и объекты экономики национализированы правительством.
  - 13 июля — массовые антикоммунистические протесты, начало Жаркого лета.
  - 25 ноября — подавление попытки ультралевого мятежа, укрепление позиций правых и правоцентристских сил, начало политической стабилизации.
  - 7 декабря — Восточный Тимор аннексирован Индонезией силовым путём.
- 1976
  - 12 января — приняты законы, разрешающие разводы и аборты.
  - 2 апреля — Учредительное собрание принимает Конституцию Португалии, провозгласившую светский и демократический характер республики.
- 1980 — премьер-министр Са Карнейру и министр обороны Амару да Кошта погибают в авиакатастрофе, причины которой обсуждаются по сей день, в числе версий — теракт.
- 1982, 30 октября — приняты поправки в Конституцию, упраздняющие революционные органы власти, отменяющие «социалистические производственные отношения» и возвращающие частную собственность на землю.
- 1984 — Карлос Лопеш завоевывает первую золотую Олимпийскую медаль в истории Португалии в марафоне на Олимпийских Играх 1984 в Лос-Анджелесе.
- 1986, 1 января — Португалия становится членом Евросоюза.
- 1998 — в Лиссабоне проходит всемирная выставка Expo-98
- 1999, 1 января — Макао, последняя португальская колония, передана Китаю.
- 2002, 1 января — Португалия переходит на валюту евро.
- 2004, лето — В Португалии прошёл Чемпионат Европы по футболу.
- 2004, 20 ноября — в Белеме установлена самая большая новогодняя ёлка в Европе.
- 2010, 8 января — парламент Португалии проголосовал в поддержку закона, открывающего доступ геев и лесбиянок к регистрации браков, но отверг предложения разрешения гомосексуалам усыновлять детей[1].